# Новосокольническая волость
Новосоко́льническая во́лость — упразднённая административно-территориальная единица 3-го уровня и бывшее муниципальное образование со статусом сельского поселения в Новосокольническом районе Псковской области России.
Административный центр — деревня Шахниха.

## География
Территория волости граничит на севере с Бологовской и Горожанской, на западе и юго-западе — с Маевской, на юге — с Окнийской и Первомайской волостями, а также городским поселением город Новосокольники, на востоке — с Великолукским районом Псковской области.

## Население
| 2002 | 2010 | 2012 | 2013 | 2014 | 2015 |
| ---- | ---- | ---- | ---- | ---- | ---- |
| 1083 | ↘859 | ↘857 | ↘831 | ↘791 | ↘768 |

## Населённые пункты
В состав Новосокольнической волости входит 14 деревень: Акулино, Бурехино, Гриньково, Елисеево, Кузьмино, Лабушино, Марьино, Минкино, Песок, Русаново, Рыженино, Саньки, Филиппово, Шахниха.

## История
Постановлением Псковского областного Собрания депутатов от 26 января 1995 года все сельсоветы в Псковской области были переименованы в волости, в том числе Новосокольнический сельсовет был превращён в Новосокольническую волость.
Законом Псковской области от 28 февраля 2005 года в границах волости было также создано муниципальное образование Новосокольническая волость со статусом сельского поселения с 1 января 2006 года в составе муниципального образования Себежский район со статусом муниципального района.
В апреле 2015 года волость была упразднена и вошла в состав новообразованного сельского поселения Пригородная волость с административным центром в городе Новосокольники.